# 1237 Geneviève
1237 Geneviève är en asteroid i huvudbältet som upptäcktes den 2 december 1931 av den franske astronomen Guy Reiss. En oberoende upptäckt gjorde den 3 december av den ryske astronomen Grigory Neujmin. Asteroidens preliminära beteckning var 1931 XB. Asteroiden fick senare namn efter upptäckarens äldsta dotter.
Genevièves senaste periheliepassage skedde den 4 december 2019.[Uppdatering behövs] Dess rotationstid har beräknats till 16,37 timmar